# HIS (підприємство)

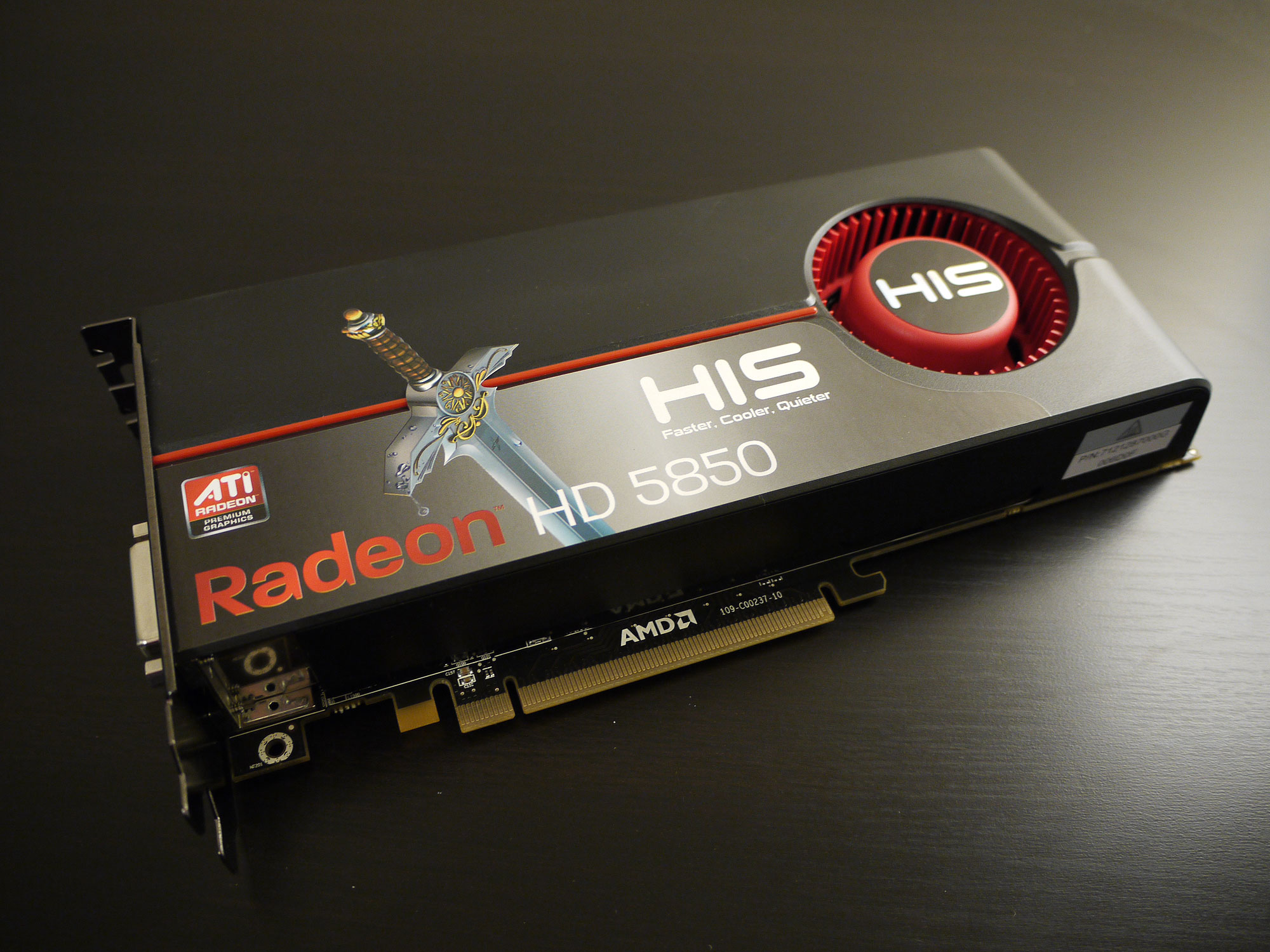
Відеокарта HIS Radeon HD 5850

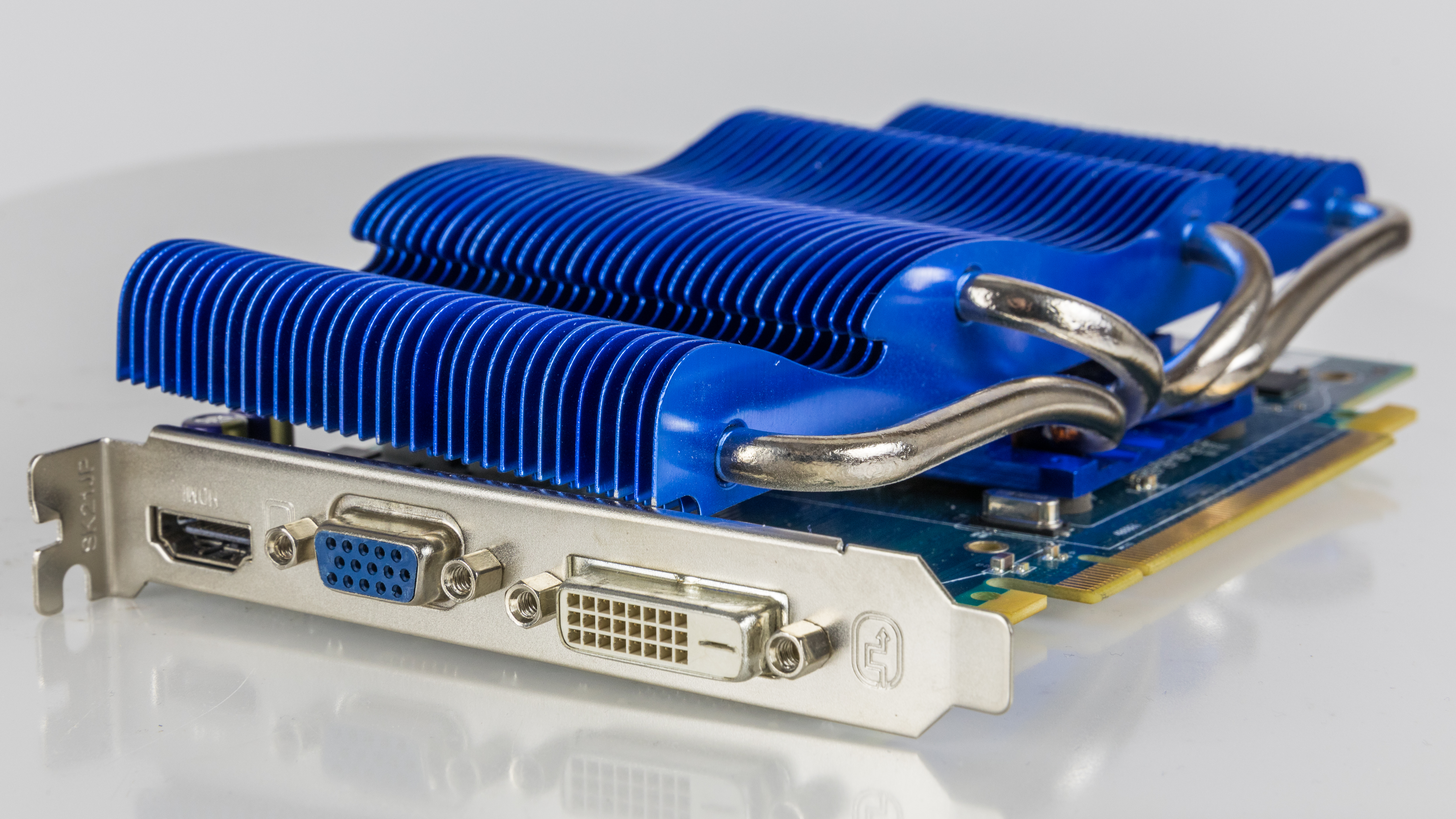
HIS 6670 iSilence 5

HIS, Hightech Information System Limited — гонконзьке підприємство, виробник графічних карт з чипсетом ATI. Засноване 1987 року. З початку 2007 року виграло приблизно 600 публічних нагород за якісні відеокарти АТІ.